# مهاجران (رمان)
مهاجران (انگلیسی: The Immigrants) نام یک کتاب ادبی است که توسط هاوارد فاست، نویسندهٔ اهل ایالات متحده آمریکا نوشته شده‌است، کتاب مهاجران داستان بلندی است که به مشکلات و زیر و بَم‌های زندگی دان لاوِت، فرزند یک خانوادهٔ فقیر ایتالیائی که والدینش در آخرین دههٔ قرن نوزدهم و اوایل قرن بیستم به آمریکا مهاجرت کردند می‌پردازد، کتاب در شُمار پُر فروشترین کتاب‌های آمریکا قرار دارد و از پُر طرفدارترین آثار فاست به‌شمار می‌رود، کتاب در ۶ نوامبر ۱۹۷۷ به انتخاب نیویورک تایمز در ردیف کتاب‌های پُرفروش قرار گرفت.
مجموعه تلویزیونی وارش ساخته احمد کاوری اقتباسی از رمان مطرح «مهاجران» هاوارد فاست است.

## طرح کلی داستان
قهرمان کتاب دان لاوِت در ابتدا ماهیگیر ساده‌ای بیش نیست و به همراه پدرش به این شغل اشتغال دارد تا اینکه گُذَرِ حوادث داستان که با زلزله سانفرانسیسکو و مهاجرت وی ادامه می‌یابد شروع می‌شود، لاوت عَزم خود را جَزم کرده که ثروتمند شود و ایده هائی در سر دارد و برای این کار نیازمند وام بانکی است، وامی که هیچ بانکی حاضر به پرداخت آن به وی نیست، اما حادثه‌ای ساده و کوچک کار او را تَسهیل می‌کند، در ملاقاتی که با رئیس بانک سِلدون دارد، به شکلی اتفاقی دختر خانواده به نام جین که دختر بسیار زیبائی هم است عاشق او می‌شود، دخترک، جوانی را می‌دید تنومند و چهارشانه با پوستی آفتاب سوخته که در چهره اش گیرائی و صداقت خاصی موج می‌زند، در ادامه آن‌ها با یکدیگر به رغم مخالفت‌های مادر جین که لاوت را از خانواده‌ای پَست و طبقه پائین می‌دانست ازدواج می‌کنند، از اینجا به بعد کارِ لاوت روی غَلتک می‌افتد اما این تمام ماجرا نیست، در طول باقی فصل‌های کتاب می‌بینیم که لاوت چنان درگیر شرکت تازه ایجاد شده اش و بورس بازی می‌شود که از زن و خانه و فرزندانش غافل می‌شود، همسرش بسیار ولخرجی می‌کند و اشیاء لوکس و تجملی و تابلوهای گران‌قیمت می‌خرد مرتب به او تَشَر می‌زند و ماهیگیر بودنش را به رُخَش می‌کشد، در نهایت هم به او خیانت می‌کند و از فاسق خودش باردار می‌شود و به خاطر از بین بردن کودک حاصل از زنا، چند وقتی را در ییلاق می‌گذراند، لاوِت همهٔ اینها را می‌داند و او هم تصمیم مقابله به مثل می‌گیرد و اتفاقاتی می‌افتد که داستان را پیچیده‌تر و خواندنی تر می‌کند.

## واژگان
1. ↑  Howard Fast
2. ↑  Daniel Lavette
3. ↑  The New York Times
4. ↑  Best seller
5. ↑  Jean
6. ↑  bourse